# Nicola Olyslagers
Nicola Olyslagers (née McDermott le 28 décembre 1996) est une athlète australienne, spécialiste du saut en hauteur. Elle est vice-championne olympique en 2020 à Tokyo, médaillée de bronze mondiale en 2023 à Budapest et championne du monde en salle en 2024 à Glasgow.

## Biographie
Elle remporte la médaille de bronze du saut en hauteur lors des Jeux du Commonwealth de 2018, à Gold Coast, en portant son record personnel à 1,91 m.
Le 20 juin 2019, elle termine 3e du Golden Spike Ostrava et porte son record personnel à 1,96 m, réalisant ainsi les minimas pour les Jeux olympiques de Tokyo 2020. Le 13 février 2020, elle égale ce record à Canberra, puis également le 28 février à Wellington.
Le 29 août 2020, à Sinn, McDermott améliore son record personnel à 1,98 m et devient la deuxième meilleure performeuse océanienne ex-aecquo de l'histoire, derrière sa compatriote Eleanor Patterson (1,99 m en février 2020).

### Vice-championne olympique à Tokyo (2021)
Le 17 avril 2021, lors des championnats d'Australie à Sydney, Nicola McDermott efface une barre à 2,00 m à son deuxième essai et devient la première athlète océanienne et australienne de l'histoire à franchir cette barrière. Le 4 juillet, elle termine 2e du Bauhaus-Galan de Stockholm derrière Yaroslava Mahuchikh, en améliorant son propre record personnel, continental et national, en effaçant une barre à 2,01 m.
Lors des Jeux olympiques de Tokyo en août, l'Australienne bat à nouveau son record d'Océanie en franchissant une barre à 2,02 m à sa deuxième tentative, ce qui lui assure la médaille d'argent (son premier podium international) derrière la triple championne du monde en titre, la Russe Mariya Lasitskene (2,04 m).
Le 26 août suivant, elle termine 3e de l'Athletissima de Lausanne avec 1,95 m, puis signe deux jours plus tard sa première victoire en Ligue de diamant, s'imposant au Meeting de Paris avec 1,98 m. Elle enchaîne avec deux autres podiums, terminant 3e à Bruxelles (2,00 m) et 3e lors de la finale à Zurich (2,01 m).
En 2022, sa saison est perturbée par les blessures. Elle établit sa meilleure performance de la saison à 1,96 m lors des Paavo Nurmi Games de Turku le 14 juin, qu'elle égale le mois suivant en finale des championnats du monde à Eugene, pour terminer 5e.
Alignée aux Jeux du Commonwealth à Birmingham, elle passe sans encombre les qualifications (1,81 m) mais déclare forfait pour la finale après avoir subi une déchirure du mollet. Elle revient à la compétition début septembre, terminant 3e du Mémorial Van Damme de Bruxelles (1,91 m) et de la finale de la Ligue de diamant à Zurich (1,94 m).

### Médaille de bronze mondiale et record d'Océanie (2023)
Nicola Olyslagers ouvre sa saison 2023 le 28 janvier, à Canberra, et signe 1,98 m, une marque déjà supérieure à sa meilleure performance de 2022. Sacrée championne d'Australie le 2 avril avec 1,95 m, elle débute sa tournée européenne le 9 juin à l'occasion du Meeting de Paris, qu'elle remporte en effaçant une barre à 2 m, au 3e essai. Quatre jours plus tard, elle passe 2,01 m pour remporter les Paavo Nurmi Games, puis enchaîne avec une victoire à Brno le 17 juin en franchissant 1,99 m.
Le 29 juin, dans les rues du centre-ville de Lausanne pour la Ligue de diamant, Olyslagers améliore la meilleure performance mondiale de l'année avec une barre à 2,02 m, et égale par la même occasion son propre record personnel, record d'Australie et record d'Océanie.
Aux Mondiaux de Budapest en août, l'Australienne obtient la médaille de bronze, sa première médaille mondiale, avec 1,99 m. Le meeting d'Eugene, qui conclut sa saison en septembre, la voit ensuite réussir 2,03 m, meilleure performance mondiale de l'année à égalité avec Yaroslava Mahuchikh, et nouveau record d'Océanie.

### Championne du monde en salle (2024)
En 2024, elle égale dès le mois de janvier son record de 2,03 m à Canberra.
Aux championnats du monde en salle disputés en mars 2024 à Glasgow, Nicola Olyslagers remporte son premier titre intercontinental en étant la seule à franchir la hauteur de 1,99 m.
En avril elle conserve son titre de championne d'Australie à Adelaide grâce à un saut à 2,01 m.
Elle est médaillée d'argent aux Jeux olympiques de Paris avec une hauteur de 2,00 m franchie au troisième essai, s'inclinant devant l'Ukrainienne Yaroslava Mahuchikh qui la réussit au premier.

## Palmarès
| Date | Compétition                    | Lieu             | Résultat | Marque |
| ---- | ------------------------------ | ---------------- | -------- | ------ |
| 2018 | Jeux du Commonwealth           | Gold Coast       | 3e       | 1,91 m |
| 2018 | Coupe continentale             | Ostrava          | 5e       | 1,87 m |
| 2019 | Ligue de diamant               | Ligue de diamant | 7e       | 1,89 m |
| 2021 | Jeux olympiques                | Tokyo            | 2e       | 2,02 m |
| 2021 | Ligue de diamant               | Ligue de diamant | 3e       | 2,01 m |
| 2022 | Championnats du monde          | Eugene           | 5e       | 1,96 m |
| 2022 | Ligue de diamant               | Ligue de diamant | 3e       | 1,94 m |
| 2023 | Championnats du monde          | Budapest         | 3e       | 1,99 m |
| 2023 | Ligue de diamant               | Ligue de diamant | 2e       | 2,03 m |
| 2024 | Championnats du monde en salle | Glasgow          | 1re      | 1,99 m |
| 2024 | Jeux olympiques                | Paris            | 2e       | 2,00 m |
| 2025 | Championnats du monde en salle | Nankin           | 1re      | 1,97 m |

## Records
| Épreuve         | Marque      | Lieu            | Date                              |
| --------------- | ----------- | --------------- | --------------------------------- |
| Saut en hauteur | 2,03 m (AR) | Eugene Canberra | 17 septembre 2023 27 janvier 2024 |

### Meilleures performances par année
| Année | Temps  | Date              | Lieu       | Rang Mondial |
| ----- | ------ | ----------------- | ---------- | ------------ |
| 2012  | 1,78 m | 31 mars 2012      | Sydney     | 322          |
| 2013  | 1,83 m | 12 octobre 2013   | Sydney     | 151          |
| 2014  | 1,86 m | 1er mars 2014     | Sydney     | 83           |
| 2015  | 1,88 m | 15 mars 2015      | Sydney     | 59           |
| 2016  | 1,88 m | 15 juillet 2016   | Eberstadt  | 62           |
| 2017  | 1,90 m | 16 juillet 2017   | Brisbane   | 41           |
| 2018  | 1,91 m | 14 avril 2018     | Gold Coast | 25           |
| 2019  | 1,96 m | 20 juin 2019      | Ostrava    | 11           |
| 2020  | 1,98 m | 29 août 2020      | Sinn       | 4            |
| 2021  | 2,02 m | 7 août 2021       | Tokyo      | 3            |
| 2022  | 1,96 m | 14 juin 2022      | Turku      | 7            |
| 2023  | 2,03 m | 17 septembre 2023 | Eugene     | 1            |

Elle a sauté 12 fois à 2 mètres et plus au cours de sa carrière, dans 9 compétitions différentes. Elle est la 21e femme avec le plus de sauts au-delà de cette barre de l'histoire.